# Нарол
На̀рол (на полски: Narol) е град в Югоизточна Полша, Подкарпатско войводство, Любачовски окръг. Административен център е на градско-селската Наролска община. Заема площ от 12,42 км2.

## Население
Според данни от полската Централна статистическа служба, към 1 януари 2014 г. населението на града възлиза на 2 110 души. Гъстотата е 170 души/км2.